# Rationalisierungsverband des Steinkohlenbergbaus
Der Rationalisierungsverband des Steinkohlenbergbaus wurde 1963 gegründet, um weniger rentable Steinkohlebergwerke im Ruhrbergbau stillzulegen und Mittel bereitzustellen, um den Absatz der verbleibenden Förderung zu sichern.
Am 1. September 1963 trat das Gesetz zur Förderung der Rationalisierung im Steinkohlenbergbau vom 29. Juli 1963 in Kraft. Es behob unter anderem die Eigentumshindernisse. Der Verband wurde in die Lage versetzt, Prämien für Stilllegungen zu vergeben. 
Am 31. Oktober 1964 meldete der Rationalisierungsverband 31 Großzechen
mit 64.000 Beschäftigten und einer Jahresförderung von 26,5 Millionen Tonnen zur Stilllegung an. Daraufhin kam es in den folgenden Wochen zu Demonstrationen.
Bis zum Ende der Aktion 1968 vergab der Verband 1.218 Millionen DM zur Förderung des Kohleabsatzes in der Energiewirtschaft.